# Дудко Федір Михайлович
Фе́дір Миха́йлович Дудко́ (6 лютого 1911, Корюківка, Чернігівська губернія, Російська імперія — 1940 р.) — Герой Радянського Союзу.

## Біографія
Народився Федір Михайлович Дудко у м. Корюківка у багатодітній родині. Батько був робітником Корюківського цукрового заводу. Гадалось, що і діти стануть продовжувачами його справи. Та сталося зовсім не так. Голодний 1933 рік викосив усю сім'ю. Федір став сиротою. Його відправили у дитячий будинок, де він закінчив 7 класів. Разом з тим він здобув професію слюсаря. Володів професією досконало.
Після призову до лав Червоної Армії Федір виявив бажання вчитись у військовому училищі. І після його закінчення став водієм-танкістом, командиром Червоної Армії. Багато працював, вдосконалював роботу танка. Як один із найкращих військових інженерів неодноразово бував у Москві на загальновійськових нарадах.
У кінці 1939 року почалася Радянсько-фінська війна. На захист своєї Вітчизни став і Федір Дудко. Слава про його героїзм гриміла по всьому фронту.
В одному з боїв Федір Дудко влучними пострілами знищив два ворожі танки. А потім вчинив подвиг, за який нагороджений званням Героя Радянського Союзу. Вісім танків не повернулись на свою базу. Переслідуючи супротивника, вони потрапили в облогу. Для того, щоб вирватися з оточення, вели нерівний бій. Становище щохвилини погіршувалось, закінчувались боєприпаси. Коли Дудко дізнався, що товариші у небезпеці, він попросив у командира дозволу прийти їм на допомогу. Дудко з'явився вчасно. Супротивник, звужуючи кільце, майже впритул підійшов до наших танків. Поява танка Дудка викликала у ворога переполох. Розгубившись від несподіванки, білофіни розступились і наші машини вирвались з оточення.
А через декілька днів Дудко керував танковим боєм на іншій ділянці фронту. У розпал битви екіпаж танка Дудка дуже постраждав від сильного вибуху. Бокову броню пробив снаряд. Всі, хто був у ньому, отримали поранення. Федір Дудко був тяжко поранений (більше десяти осколків в тілі), однак, перемагаючи біль, він продовжував керувати боєм. І лише коли противник був розгромлений, Дудко знепритомнів. Його відправили в польовий шпиталь, але врятувати героя не вдалося.
За мужність і героїзм, проявлені в боях з білофінами, помічникові командира роти по технічній частині 91-го танкового батальйону 20-ї танкової бригади, воєнтехніку першого рангу Дудку Федору Михайловичу Указом Президії Верховної Ради СРСР від 21 березня 1940 року посмертно присвоєно звання Героя Радянського Союзу.
Нині про безстрашного офіцера, відважного воїна Федора Дудка корюківчанам нагадує одна з найбільших вулиць міста, що носить його ім'я. До того ж Олександрівський проспект Санкт-Петербургу (Росія) з березня 1940 року носить ім'я Федора Дудка.